# 布鲁克斯定理
图论中，布鲁克定理（英語：Brooks' theorem） 描述了图的着色数与图中最大度数的关系，提供了图着色数的一个上界。定理斷言，若连通图G中，每個頂點都不多於Δ個鄰居，且G不是完全图或奇环，则G可以被Δ-着色，即G可以被染成Δ种颜色，使得相邻点颜色互不相同。

## 背景

### 图染色数
考慮為{\displaystyle G}的頂點染色，而使每邊的兩端不同色。以符號表示，條件是：对于图{\displaystyle G}中任意两个顶点{\displaystyle u,v}，如果{\displaystyle uv\in E(G)}，那么{\displaystyle u,v}所染成的颜色不同。
对于图{\displaystyle G}，如果存在一个{\displaystyle k}种颜色的恰当染色方案，称{\displaystyle G}可染{\displaystyle k}色（或「{\displaystyle k}可着色」）。在所有满足条件的{\displaystyle k\in \mathbb {Z_{+}} }中，称最小的那个{\displaystyle k}稱為染色數{\displaystyle \chi (G)}。

### 图最小染色数和图最大度数关系
圖{\displaystyle G}的最大度記作{\displaystyle \Delta (G)}。对于任意图{\displaystyle G}，{\displaystyle \chi (G)\leq \Delta (G)+1}始终成立。但是这个上界并不足够紧。而布鲁克斯定理提供了一个更紧的上界。
图着色问题有一个贪心染色法（greedy coloring），将颜色标号为{\displaystyle 1,2,...,\Delta (G)+1}，将图G的顶点排序为{\displaystyle v_{1},v_{2},...,v_{n}}，按顺序对顶点{\displaystyle v_{i}}进行染色。染{\displaystyle v_{i}}時，其邻居至多有{\displaystyle \Delta (G)}個，所以已染色的鄰居中，至多衹用了{\displaystyle \Delta (G)}種色，尚有某種色未用，可选择該種色作为{\displaystyle v_{i}}的着色。
根据布鲁克斯定理，不等式{\displaystyle \chi (G)\leq \Delta (G)+1}取等当且仅当G为完全图或奇环。当G为完全图时，{\displaystyle \chi (G)=n}，{\displaystyle \Delta (G)=n-1}，当G为奇环时，{\displaystyle \chi (G)=3}，{\displaystyle \Delta (G)=2}，均满足{\displaystyle \chi (G)=\Delta (G)+1}。

## 定理敍述
如果{\displaystyle G}是一个连通图，而且{\displaystyle G}不是奇环{\displaystyle C_{2n+1}}或者完全图{\displaystyle K_{n}}，那么{\displaystyle \chi (G)\leq \Delta (G)}。其中{\displaystyle \chi (G)}是图{\displaystyle G}的最小着色数，{\displaystyle \Delta (G)}是图{\displaystyle G}中点的最大度数。

## 定理证明
此處给出洛瓦兹·拉兹洛的一个证明（亦見諸）。
记{\displaystyle k=\Delta (G)}。当{\displaystyle k=0,1}的时候，{\displaystyle G}是完全图。当{\displaystyle k=2}的时候，由于{\displaystyle G}不是奇环，那么{\displaystyle G}要么是一条路径{\displaystyle P}，或者偶环{\displaystyle C_{2n}}。此时{\displaystyle \chi (G)=2=\Delta (G)}。所以，衹需从{\displaystyle k\geq 3}开始考虑。分下列三種情況：

### G不是k正则图
选择G中度小于k的点{\displaystyle v_{0}}最后染色。由於{\displaystyle G}連通，有某種排序方式使得除{\displaystyle v_{0}}之外，每个节点都有一个邻点排在它的后面：例如从{\displaystyle v_{0}}出发对图G进行深度优先遍历，按照DFS序的逆序排列G的节点。故只有小于等于k - 1个邻点排在它前面，这样，只有小于等于k - 1个邻点排在它前面，而{\displaystyle d(v_{0})\leq k-1}，故也只有小于等于k - 1个邻点排在它前面，按該次序的貪心染色最多衹用k種色。
若要避免術語「DFS」，可以构造下列集合{\displaystyle \{S_{i}\}}直到里面包含{\displaystyle G}中所有顶点：
{\displaystyle {\begin{aligned}S_{0}&={v_{0}}\\S_{1}&=N(v_{0})\\S_{2}&=N(S_{1})-S_{1}-S_{0}\\\dots \\S_{l}&=N(S_{l-1})-S_{l-1}-S_{l-2}\dots -S_{0}\end{aligned}}}
然后可以用上述贪心染色算法对图{\displaystyle G}进行染色。染色顺序为：先染{\displaystyle S_{l}}中的点，再染{\displaystyle S_{l-1}}中的点，一直这么下去直到染完{\displaystyle S_{0}}中的点。这种算法使用{\displaystyle l}种颜色就能完成。当染到点{\displaystyle u\in S_{i}(i\neq 0)}時，{\displaystyle u}在{\displaystyle S_{i-1}}中至少有一个邻居，所以{\displaystyle u}邻居中至多只有{\displaystyle k-1}个被染色过，所以能对{\displaystyle u}进行染色。
当染点{\displaystyle v_{0}}的时候，由于{\displaystyle d(v_{0})<k}，{\displaystyle v_{0}}邻居中至多只有{\displaystyle k-1}个被染色过，所以同样能对{\displaystyle v_{0}}进行染色。所以用{\displaystyle k}种颜色对{\displaystyle G}恰当染色。

### G是k正则图但有割点
假设割点为{\displaystyle u}，那么{\displaystyle G'=G-\{u\}}就不是连通图，设{\displaystyle G'}有{\displaystyle t}个連通分量{\displaystyle G_{1},G_{2},\dots ,G_{t}}。对于任意一个连通分支{\displaystyle G_{i}}，考虑{\displaystyle H_{i}=G_{i}\cup \{u\}}。由于{\displaystyle u}在{\displaystyle H_{i}}的度數小於{\displaystyle k}，{\displaystyle \Delta (H_{i})<k}。由前述贪心染色算法可知，{\displaystyle H_{i}}可染{\displaystyle k}色。然后只需令这些染色方案中{\displaystyle u}所染的颜色一样（如果不一样，将所有点染的颜色重新排列一下），就能拼成{\displaystyle G}的染色方案，所以可用{\displaystyle k}种颜色对{\displaystyle G}恰当染色。

### G是k正则图且無割点
由于{\displaystyle G}中没有割点，{\displaystyle G}是2连通图。斷言可以找到一个顶点{\displaystyle u}，使得它有两个邻点{\displaystyle v_{1},v_{2}}，满足{\displaystyle v_{1},v_{2}}不相邻，且{\displaystyle G-\{v_{1},v_{2}\}}连通。如果这样的{\displaystyle u,v_{1},v_{2}}存在，就可以先將{\displaystyle v_{1},v_{2}}染成同色，然後貪心地為其他點染色，使{\displaystyle u}最後染。这样貪心染法衹用不超過{\displaystyle k}種色，因为除{\displaystyle u}之外的点，只有小于等于{\displaystyle k-1}个邻点排在它前面，而{\displaystyle u}又有兩個邻点{\displaystyle v_{1},v_{2}}同色，故{\displaystyle u}的鄰域衹用前{\displaystyle k-1}種色，尚有餘下顏色可用。以下說明為何有此種{\displaystyle u,v_{1},v_{2}}。
如果{\displaystyle G}是3连通的，則可以選取距離為2的兩點{\displaystyle v_{1},v_{2}}（因為{\displaystyle G}不是完全圖），及其公共鄰點{\displaystyle u}。如此有{\displaystyle v_{1}v_{2}\notin E(G)}，又由于{\displaystyle G}是3连通的，{\displaystyle G-\{v_{1},v_{2}\}}是连通图，即為所求。
僅剩{\displaystyle G}是2连通但不是3连通的情況。此時有頂點{\displaystyle u}使{\displaystyle G-u}僅為1連通，考慮{\displaystyle G-u}各個雙連通分支，之間以割點連接，組成一棵樹。因為{\displaystyle G-u}不是2連通，該樹至少有兩個叶区块（leaf block），設為{\displaystyle B_{1},B_{2}}。又因为{\displaystyle G}无割点，所以{\displaystyle G-u}的每一个叶区块中，必有某個非割點與{\displaystyle u}相邻。於是，可以在{\displaystyle B_{1},B_{2}}中各取{\displaystyle u}的鄰點{\displaystyle v_{1},v_{2}}，使{\displaystyle v_{1},v_{2}}不是{\displaystyle G-u}的割点。如此，{\displaystyle v_{1},v_{2}}不相邻（否則{\displaystyle B_{1},B_{2}}屬同一雙連通分支），且{\displaystyle G-\{u,v_{1},v_{2}\}}连通。因为{\displaystyle k\geq 3}，所以{\displaystyle G-\{v_{1},v_{2}\}}连通。證畢。